# Malted Milk
Malted Milk est un groupe musical français, originaire de Nantes, en Loire-Atlantique. Il est formé en 1998 et a évolué d'un duo acoustique blues vers un quintette, puis dernièrement vers un septuor habité par la soul et le funk.

## Histoire
Originaire de Nantes, c'est durant l'été 1993 que commence l'histoire du groupe. Le groupe est composé à l'époque par Arnaud Fradin (17 ans ; inspiré par le son de Chicago) et Jean-Pierre Boyer (27 ans). Il se nomme à l'origine Delta Blues et joue de la Memphis soul. À l’été 1994, Valentin Amant, contrebassiste originaire de la Martinique se joint à eux pour former désormais un trio. Ils se produisent ensemble jusqu'en mars 1995. En 1996, le groupe Malted Milk est composé d'Arnaud Fradin (guitare et chant) et Emmanuel Frangeul (harmonica). Malted Milk est choisi en référence au titre d'une chanson de Robert Johnson. 
En 1998, le groupe se rebaptise Malted Milk, et se compose d'Arnaud Fradin (guitare et chant), Emmanuel Frangeul (harmonica), un batteur, un bassiste, un autre guitariste et un organiste. En 2007, Emmanuel Frangeul quitte le groupe, et est remplacé par une petite section de cuivres. Le style musical de Malted Milk passe alors du blues acoustique à des sonorités funk plus cuivrées[réf. souhaitée]. Ils se produisent également à l'étranger et participent notamment à la finale de l’International Blues Challenge. À l'occasion de la sortie de leur album Sweet Soul Blues, ils font une tournée de 70 concerts en 2010[réf. souhaitée].
Pour l'album Get Some, sorti en 2012, Arnaud Fradin est entouré par Eric Chambouleyron (guitare), Igor Pichon (guitare basse), Richard Housset (batterie), Vincent Aubert (trombone), Damien Cornelis (clavier) et Pierre Marie Humeau (trompette). Leur collaboration avec la chanteuse américaine Toni Green, diva de Memphis, donne le jour au projet Milk and Green entre 2015 (sortie en novembre 2014 de l'album homonyme produit par Sebastian Danchin) et 2017, et leur permet d'accéder à une visibilité internationale avec plus de 10 000 albums vendus[réf. nécessaire]. Leur album Love, Tears and Guns sort en mai 2019. Il séduit les fans du label Hi Records (To Build Something) comme ceux d’Isaac Hayes (You Got My Soul). RFI considère à cette occasion que le groupe est « devenu une référence en France. »
En 2021, le groupe sort l'EP Let Me Ride écrit pendant le confinement. En 2024, le groupe sort son nouvel album 1975,.

## Discographie

### Albums studio
- 1999 : Peaches, Ice Cream, and Wine (Blue Moon)
- 2005 : Easy Baby (Mosaic Music Distribution)
- 2010 : Sweet Soul Blues (DixieFrog)
- 2011 : Soul of Woman (Dixiefrog)
- 2012 : Get Some (DixieFrog)
- 2014 : Milk and Green (avec la chanteuse américaine Toni Green)
- 2019 : Love, Tears and Guns
- 2021 : Riding High
- 2024 : 1975

### Albums live
- 2014 : On Stage Tonight!  (DixieFrog), album live du concert au Stereolux à Nantes du jeudi 10 octobre 2013

### Singles
- 2012 : Nola Dance (45 tours en édition limitée à 500 exemplaires numérotés).
- 2020 : Keep drinking / Midnight Tonic

## Membres

### Membres actuels
- Arnaud Fradin - chant, guitare
- Igor Pichon  - basse
- Richard Housset - batterie
- Damien Cornelis  - clavier
- Eric Chambouleyron - guitare
- Pierre-Marie Humeau  - trompette
- Vincent Aubert - trombone

Choristes
Laurence Le Baccon
Julie Dumoulin

### Anciens membres
- Emmanuel Frangeul - harmonica
- Yann Cuyeu - guitare
- Fabrice Bessouat - Batterie